# Cladiella sphaerophora
Cladiella sphaerophora är en korallart som först beskrevs av Ehrenberg 1834.  Cladiella sphaerophora ingår i släktet Cladiella och familjen läderkoraller. Inga underarter finns listade i Catalogue of Life.